# Mušići (Kosjerić)
Mušići (em cirílico: Мушићи') é uma vila da Sérvia localizada no município de Kosjerić, pertencente ao distrito de Zlatibor. A sua população era de 314 habitantes segundo o censo de 2011.

## Demografia
| 1948 | 1953 | 1961 | 1971 | 1981 | 1991 | 2002 | 2011 |
| ---- | ---- | ---- | ---- | ---- | ---- | ---- | ---- |
| 779  | 818  | 783  | 674  | 581  | 514  | 433  | 314  |